# Kabirou Mbodje
 (août 2022).
L'article doit être relu — et modifié si nécessaire — par des contributeurs indépendants pour apporter un regard critique aux contributions effectuées en violation des conditions d'utilisation de Wikipédia, tant sur la forme (notamment concernant le style encyclopédique, la proportionnalité) que sur le fond (la neutralité de point de vue, la qualité et l'indépendance des sources).
Kabirou Mbodje, dit Kabirou Mbodj ou Kabirou Mbodji, né à Lyon en France, est un dirigeant d'entreprise franco-sénégalais, fondateur de Wari depuis 2008 et PDG depuis lors.
Il est aussi triple champion du Sénégal en équitation (1993, 2005, 2007).

## Biographie

### Formation
Né à Lyon, Kabirou Mbodje, fils de Marie Sarr Mbodj, grandit à Paris. Il est titulaire d'un diplôme d'ingénieur en télécommunications français et d'un MBA américain.

### Débuts
En 1993, après avoir travaillé sur le projet Afrovision, Kabirou Mbodje crée le réseau TV par câble sans fil[Passage contradictoire] MMDS-Multivision. En 1998, il intègre Euro RSCG. En 2000, Kabirou Mbodje lance avec son confrère Alain Clément Kotto Kingue, un bouquet de chaînes à destination des pays d'Afrique subsaharienne francophone diffusées par satellite appelé Net TV qui ne durera pas à cause de la séparation des deux fondateurs quelques mois après,.
En 2003, Kabirou Mbodje crée la solution de paiement par abonnement téléphonique NetPay qui se transformera par las suite en CallMoney.
Le 27 janvier 2025, Kabirou Mbodje donne une interview au journal Le Quotidien. Il y aborde de nombreux aspects dont sa volonté de remobiliser Wari dans le cadre de la politique « Vision 2050 » voulue par le pouvoir d'Ousmane Sonko.

### Wari

Logo de Wari

En 2008, Kabirou Mbodje, Seyni Camara, Malick Fall et Cheikh Tague créent Wari (qui signifie « argent » en bambara, une langue d'Afrique de l'Ouest), une plateforme de paiements et de transferts financiers. La plateforme Wari est hybride, elle vend ses propres applications et celles de ses partenaires.
Des démêlés l'opposent par la suite à ses anciens associés, qui l'accusent de détournements de fonds,. La première plainte dans ce dossier remonte à 2014. En 2021, il est condamné pour abus de biens sociaux à deux ans de prison, dont six mois ferme par le tribunal correctionnel de Dakar,.
Après ses démêlés judiciaires et l'arrivée d'une forte concurrence au Sénégal, Wari ferme ses activités au Sénégal en 2022.
En février 2024, Kabirou Mbodje revient devant la cour d'appel de Dakar, accusé par le parquet d'abus de confiance et d'augmentation illégale de capitaux ; ses anciens associés se portant partie civile, mais l'audience est reportée. Les faits reprochés évoquent d'importants flux financières, des commissions très élevées et le transfert du siège de Wari au Togo. L'audience a lieu le 2 décembre 2024, avec une mise en délibéré au 6 janvier 2025.
Dans son interview du 27 janvier 2025 donné au Quotidien, au sujet de l'échec du rachat de la filiale sénégalaise de Tigo par Wari, Kabirou Mbodje accuse notamment la Banque centrale et le ministère des Finances « d'avoir délibérément sabordé son entreprise pour « servir des intérêts étrangers » », qualifiant cet épisode de « trahison de la souveraineté économique nationale » par le gouvernement de Macky Sall.

## Justice
En octobre 2022, Kabirou Mbodje est mis en examen en France pour viols. Cette mise en examen pour des viols à l'égard de quatre plaignantes s'accompagne d'un placement sous contrôle judiciaire. Il est incarcéré à la prison de la Santé le 3 novembre 2022 puis est relâché par la suite. L'affaire ne semble pas close toutefois.
Dans une autre affaire de viols, Kabirou Mbodje est acquitté le 21 décembre 2023 par la Cour suprême du Sénégal, après que le procureur général et la plaignante, sa nièce, avaient fait appel. L'affaire avait pour décor le rachat avorté de la filiale sénégalaise de Tigo par Wari,.

## Sport

### Équitation
Kabirou Mbodje pratique l'équitation depuis l'âge de trois ans, discipline pour laquelle il a remporté plusieurs fois le championnat du Sénégal. Il est capitaine de l'équipe nationale, et fut le trésorier de la Fédération équestre africaine (FEA) lors de sa création en mars 2002.
Titres :
- Triple champion du Sénégal (1993, 2005, 2007)[20]
- 1er avec Diborg du grand prix du 4e concours de Saut d'obstacles, Sénégal (2002)[23]
- 1er avec Diborg de la 3e série du concours au 23e BIMa, Sénégal (2003)[24]
- 1er avec Diborg à la coupe du ministre des sports, Sénégal (2007)[25]
- Vice-champion du Sénégal (2008)[20]
- Qualifié pour les JO de Beijing (2008)[20]
- 1er prix avec Honly You au Mémorial Badara Bâ, Sénégal (2009)[26]

### Jeux olympiques de la jeunesse
Kabirou Mbodje a signé en juin 2019 un accord avec le Comité national olympique et sportif sénégalais pour l'organisation des Jeux olympiques de la jeunesse de Dakar en 2022.

## Prix et récompenses
- Sédar des services (2010)[28]
- Finaliste au prix « Africa Awards » pour entrepreneuriat décerné par Osiris (2011)[29]
- Cauri de l'entreprise émergente (2012)[30]
- Leader fellow d’Initiative Global Development (2013)[31]
- Prix du Partenaire Officiel Leader dans la lutte contre le paludisme par l'organisation Speak Up Africa (2016)[32]